# Bodil Thrugotsdatter
Bodil Thrugotsdatter, död i slutet av 1103, var Danmarks drottning 1095–1103, gift med kung Erik Ejegod.
Bodil och maken företog en pilgrimsfärd till Jerusalem; maken dog på vägen på Cypern, men Bodil fullföljde resan, nådde Jerusalem och dog där på Oljeberget.